# Diana Maria Friz
Diana Maria Friz (* 1944) ist eine deutsche Schriftstellerin.

## Leben
Als ältere von zwei Töchtern von Waldtraut von Bohlen und Halbach, damit Nichte des Firmeninhabers Alfried Krupp von Bohlen und Halbach, wuchs Diana Maria Friz in Argentinien und Deutschland auf. Sie studierte Germanistik und Geschichte und machte eine Ausbildung als Finanzbuchhalterin. So leitete sie später die Finanz- und Personalabteilung eines mittelständischen Unternehmens und war Repräsentantin bei einer Firma für Unternehmensberatung. Von 1995 bis 2010 leitete sie den landwirtschaftlichen Betrieb ihrer Mutter in Argentinien.

## Schriften (Auswahl)
- Alfried Krupp und Berthold Beitz. Der Erbe und sein Statthalter. Zürich 1988, ISBN 3-280-01852-8.
- Wo Barbarossa schläft – der Kyffhäuser. Der Traum vom Deutschen Reich. Basel 1991, ISBN 3-407-30553-2.
- Margarethe Krupp. Das Leben meiner Urgroßmutter. München 2008, ISBN 978-3-423-24703-0.
- Bertha Krupp und ihre Kinder. Das Leben meiner Großmutter. München 2011, ISBN 978-3-423-24905-8.
- zahlreiche Beiträge zu Jugend- und Sachbüchern